# City of New York
El City of New York fue un barco de vapor conocido por ser el buque insignia de Richard Evelyn Byrd en su exploración de la Antártida entre 1928 y 1930, por error con el rescate de Ernest Shackleton en 1915 y, más infamemente, por afirmar que fue el barco que no acudió en ayuda del Titanic en 1912 mientras se hundía. Su nombre fue cambiado varias veces; originalmente llamado Samson (1885-1914), fue rebautizado como Jacobsen (1915-1919), y luego como Belsund (1919-1926), y de nuevo como Samson (1926-1928), antes de ser finalmente bautizado como City of New York en 1928 hasta su hundimiento.

## Hundimiento
El 29 de diciembre de 1952, mientras estaba siendo remolcado desde Yarmouth en Chebogue Point, Nueva Escocia, el cable de remolque se rompió y quedó encallado. La marea bajó unos 3,5 metros, dejándolo encallado en la cornisa de Chebogue.  Una estufa de la cabina se cayó y se produjo un incendio, que se extendió rápidamente por todo el barco y destruyó gran parte de él. En una semana sus restos se deslizaron desde la cornisa a 10 metros de profundidad.